# No Trees in the Street
Pour plus de détails, voir Fiche technique et Distribution.
No Trees in the Street est un film britannique réalisé par J. Lee Thompson, sorti en 1959.

## Synopsis
Dans les années 1950, un détective londonien raconte une histoire des années 1930, celle de Hetty, une jeune femme qui tente d'empêcher son frère cadet d'embrasser une vie de criminel.

## Fiche technique
- Titre : No Trees in the Street
- Réalisation : J. Lee Thompson
- Scénario : Ted Willis d'après sa pièce de théâtre
- Musique : Laurie Johnson
- Photographie : Gilbert Taylor
- Montage : Richard Best
- Production : Frank Godwin
- Société de production : Associated British Picture Corporation et Allegro
- Pays :  Royaume-Uni
- Genre : Drame
- Durée : 96 minutes
- Dates de sortie : 
  -  Royaume-Uni : 3 mars 1959 (Londres)

## Distribution
- Sylvia Syms : Hetty
- Herbert Lom : Wilkie
- Ronald Howard : Frank
- Stanley Holloway : Kipper
- Joan Miller : Jess
- Melvyn Hayes : Tommy
- Liam Redmond : Bill
- Carole Lesley : Lova
- Lana Morris : Marge
- Lily Kann : Mme. Jacobson
- Marianne Stone : Mme. Jokel
- Edwin Richfield : Jackie
- Campbell Singer : l'inspecteur
- Lloyd Lamble : le commissaire
- David Hemmings : Kenny
- Richard Shaw : Reg
- Rita Webb : Mme. Brown

## Distinctions
Le film a été nommé pour deux BAFTA.